# Le Mendiant (Aymé)
Le Mendiant est une nouvelle de Marcel Aymé, parue dans l'hebdomadaire Carrefour en 1950.

## Historique
Le Mendiant paraît d'abord dans l'hebdomadaire Carrefour à Paris le 21 février 1950 puis dans En arrière, le dernier recueil de nouvelles publié du vivant de l'auteur,  en 1950.

## Résumé
Dans l'état de Michigan, un ange apparaît à Théobald Bradley mendiant de Détroit : « Théobald, vous serez le nouveau prophète de la religion du Grand Moteur... »